# Carolina Brauckmann

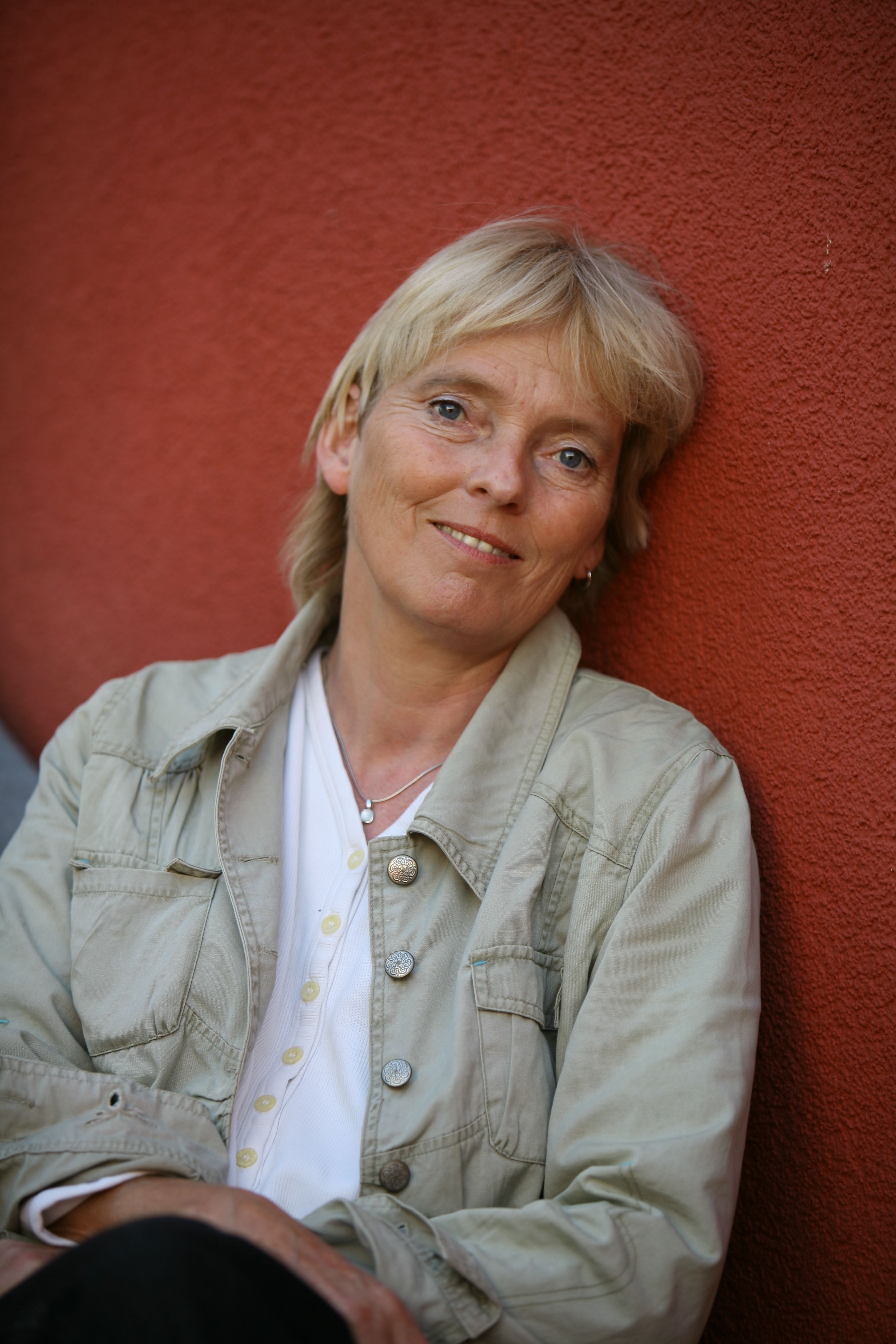
Carolina Brauckmann

Carolina Brauckmann (* 26. Juni 1954) ist eine deutsche Liedermacherin und Historikerin. Sie produzierte seit Beginn der 1980er Jahre mehr als 100 deutschsprachige Stücke und gilt als bekannteste lesbische Liedermacherin Deutschlands oder auch „Grande Dame des lesbischen Chansons“.

## Werdegang
Brauckmann wuchs als jüngstes von sechs Kindern in Lüdenscheid auf. Nach dem Abitur studierte sie in Freiburg im Breisgau Germanistik, Geschichte und Anglistik an der Albert-Ludwigs-Universität. In dieser Zeit war sie u. a. sechs Jahre lang Mitglied in der Redaktion der Freiburger Frauenzeitung. Und engagierte sich in der Frauenrechtsszene. Gemeinsam mit Sully Roecken forschte sie im Stadtarchiv Freiburg, die beiden Wissenschaftlerinnen publizierten 1989 das Werk Margaretha Jedefrau, das sich mit Frauengeschichte auseinandersetzt und überregional beachtet wurde. Danach arbeitete sie sieben Jahre im Feministischen Archiv in Köln und war u. a. Mitinhaberin einer Internetagentur.
1982 veröffentlichte sie ihr erstes Album Satirische Lesbengesänge rund um die Lebenswelt lesbischer Frauen und gab 1983 ihr Bühnendebüt als Sängerin. Als Besonderheit ihres Stils wird in der Rückschau die Kombination aus lesbischem Leben und Humor herausgestellt. Es folgte 1986 das zweite Album als LP und nach einer Pause von zehn Jahren vier CDs. Im Laufe ihrer mehr als dreißigjährigen Laufbahn als Komponistin und Musikerin gab sie zahlreiche Konzerte in Deutschland, Österreich und der Schweiz sowohl in alternativen oder subkulturellen Räumen – wie etwa noch in den 80ern in besetzten Häusern – als auch überregional in etablierten Häusern wie dem Jazzhaus Freiburg oder dem Kulturzentrum Schlachthof in Kassel.
2003 erhielt sie den Osnabrücker Rosa-Courage-Preis des ältesten kontinuierlich stattfindenden schwul-lesbischen Kulturfestivals in Deutschland. Sie trat bei der Eröffnung der Gay Games in Köln auf, außerdem gab sie zur Eröffnung der Women Pride im Rahmen der Cologne Pride 2012 ein Konzert.
In jüngerer Zeit ist Brauckmann auch als selbstständige Kommunikationstrainerin und Moderatorin tätig; ihr politisches Engagement entwickelte sich von der feministischen Frauenpolitik hin zur lesbisch-schwulen Emanzipationsbewegung, so etwa als Landeskoordinatorin für ältere Schwule und Lesben in Nordrhein-Westfalen.
Carolina Brauckmann lebt und arbeitet in Köln. 

## Diskographie
- Satirische Lesbengesänge Vol. 1. Über feministische Utopien und lesbischen Alltag, LP, 1982
- Satirische Lesbengesänge Vol. 2. LP, 1982
- Lesbisch makes the world go round. CD, 1994
- Lesben wie Du und Sie. CD, 1995
- Weil ich die Frauen liebe … CD, 2003
- The Best Of – 25 Jahre Satirische Lesbengesänge.
- The L - Sound.Neue Songs. mit Nicole Sperrmann (Kontrabass). CD, 2013

## Publikationen
- Margaretha Jedefrau (mit Sully Roecken); Kore-Verlag, 490 S., Freiburg/Breisgau 1989, ISBN 3-926023-15-5